# Europas Grand Prix 1984
Europas Grand Prix 1984 var det femtonde av 16 lopp ingående i formel 1-VM 1984. Loppet kördes på Nürburgring i Tyskland. 

## Resultat
1. Alain Prost, McLaren-TAG, 9 poäng
2. Michele Alboreto, Ferrari, 6
3. Nelson Piquet, Brabham-BMW, 4
4. Niki Lauda, McLaren-TAG, 3
5. René Arnoux, Ferrari, 2
6. Riccardo Patrese, Alfa Romeo, 1
7. Andrea de Cesaris, Ligier-Renault
8. Mauro Baldi, Spirit-Hart
9. Thierry Boutsen, Arrows-BMW (varv 64, tändning)
10. Francois Hesnault, Ligier-Renault
11. Derek Warwick, Renault (61, överhettning)

### Förare som bröt loppet
- Jo Gartner, Osella-Alfa Romeo (varv 60, bränslesystem)
- Teo Fabi, Brabham-BMW (57, växellåda)
- Nigel Mansell, Lotus-Renault (51, motor)
- Patrick Tambay, Renault (47, bränslesystem)
- Eddie Cheever, Alfa Romeo (37, bränslesystem)
- Philippe Alliot, RAM-Hart (37, turbo)
- Jonathan Palmer, RAM-Hart (35, turbo)
- Jacques Laffite, Williams-Honda (27, motor)
- Elio de Angelis, Lotus-Renault (25, turbo)
- Stefan "Lill-Lövis" Johansson, Toleman-Hart (17, överhettning)
- Keke Rosberg, Williams-Honda (0, olycka)
- Ayrton Senna, Toleman-Hart (0, olycka)
- Marc Surer, Arrows-BMW (0, olycka)
- Gerhard Berger, ATS-BMW (0, olycka)
- Piercarlo Ghinzani, Osella-Alfa Romeo (0, olycka)

## VM-ställning
| Förarmästerskapet 1. Niki Lauda, McLaren-TAG, 66 2. Alain Prost, McLaren-TAG, 62½ 3. Elio de Angelis, Lotus-Renault, 32 | Konstruktörsmästerskapet 1. McLaren-TAG, 128½ 2. Ferrari, 54½ 3. Lotus-Renault, 45 |